# Histoire éruptive de l'Etna
Pour un article plus général, voir Etna.

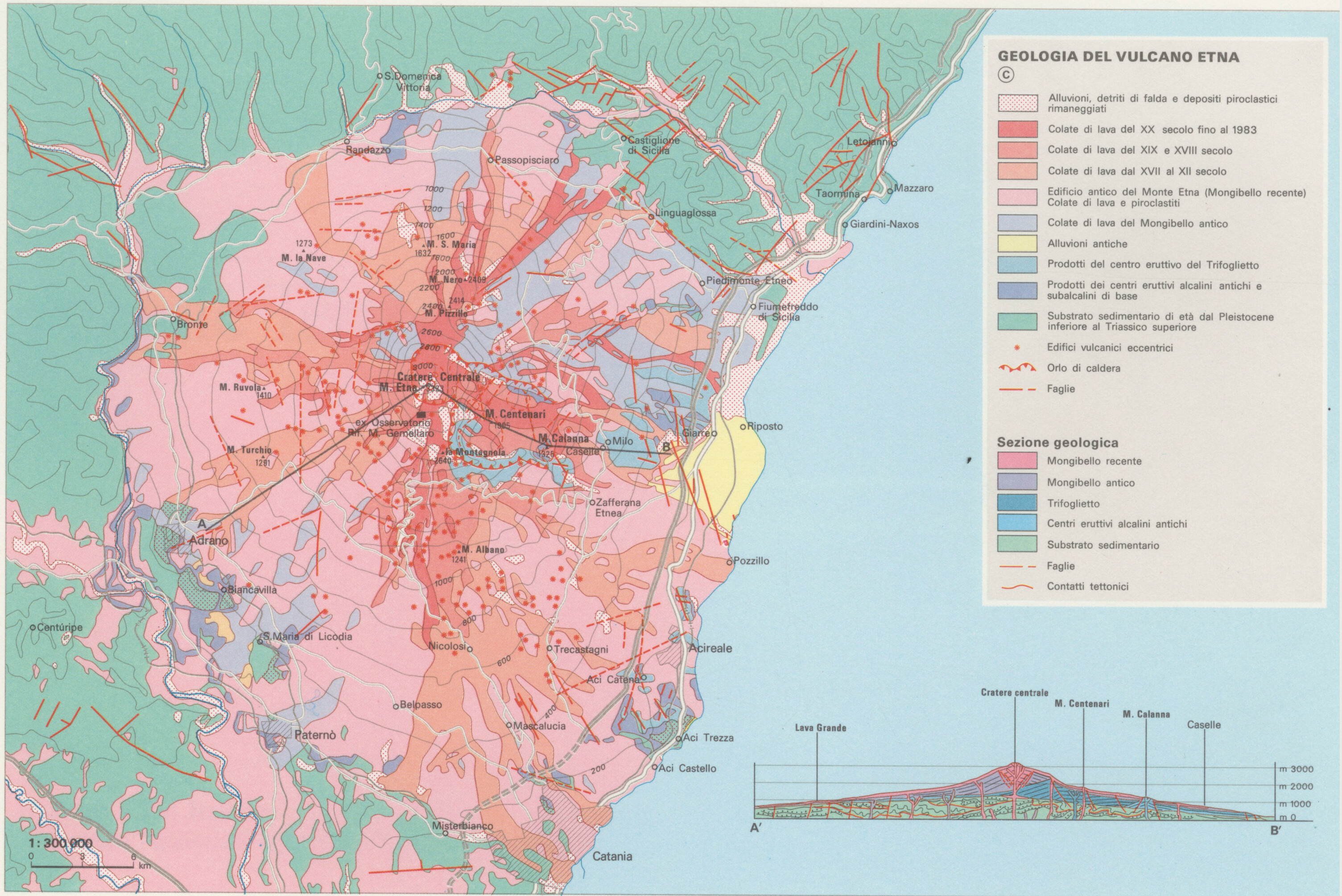
Carte géologique de l'Etna

Cette liste des éruptions de l'Etna est une liste partielle réalisée à partir des sources documentaires suffisamment précises. Un très grand nombre d'autres éruptions ont laissé des traces sur le terrain mais sans informations détaillées sur les circonstances et les dates.
Le volume de lave ou d'éjectas — en millions de mètres cubes (Mm3) — a été indiqué quand il a pu être estimé. À titre d'indication, un million de mètres cubes représente le volume d'un cube de 100 mètres de côté.

## Avant leXIXesiècle
| Dates                       | Localisation                                    | Volume de lave (volume d'éjectas) (Mm3) | Résumé |
| --------------------------- | ----------------------------------------------- | --------------------------------------- | --- |
| 122 av. J.-C.               | Flanc sud, cratère del Piano                    | 56                                      | Très importante éruption explosive de type plinien lors de laquelle se serait formée la caldeira del Piano. Les cendres recouvrent Catane et la région sud-sud-est du volcan (effondrement de toitures). |
| 44 av. J.-C. mars ?         |                                                 |                                         | Une éruption cause des dommages et des cendres tombent sur Catane |
| 252 1 - 9 février           | Flanc sud                                       |                                         | Volumineuses coulées en direction de Catane. Leur étalement sur les basses pentes les ralentit et les arrête à Mascalucia, au nord de la cité. Cet arrêt sera attribué au voile de sainte Agathe, morte en 251, qui devient la sainte protectrice des habitants de la région. |
| 812 ?                       |                                                 |                                         | Une éruption se déclenche au sud du Mont Sona (ou Mont Arso) |
| 1329 15/07 au 04/08         | Flanc sud-est Monte Rosso (550 m)               |                                         | Coulées de lave jusque sur la côte ionienne. Destruction de cultures et maisons du secteur de Fleri-Viagrande, menaces sur Acireale. |
| 1536 22/03 au 30/04         | Sommet, flancs sud nord et ouest (1 400-2 500m) |                                         | Éruption volumineuse. Les coulées de lave descendent jusque dans les zones habitées (Adrano, Bronte, Randazzo). Grosse activité explosive sommitale en fin d'éruption. Une personne est tuée sur le flanc sud. |
| 1610 6/2 à août             | Flanc Sud-Ouest                                 | 120                                     | L'éruption a lieu au-dessus d'Adrano et endommage la pinède de La Scambrita et des vignes. Les coulées s'échappent de deux fissures, la plus haute commençant le 6 février, la plus basse le 3 mai. |
| 06/1614 à 1624              | Flanc Nord et Nord-Ouest                        | >1 000                                  | La plus longue et la plus volumineuse des éruptions historiques de l'Etna dont la plus grande partie est de la lave pahoehoe (Lava dei Dammusi) - un type plutôt rare sur l'Etna - et contient quelques tubes spectaculaires dont le champ de glace de Grota del Gelo. Il n'y a pas eu de dommages car les écoulements se sont plutôt empilés |
| 1634 à 1638                 | Flanc Sud-Est                                   | 150                                     | Éruption qui provoque quelques dommages au-dessus de Zafferana |
| 11/1646 à 01/1647           | Monte Nero (Flanc Nord-Nord-Est)                | 190 (7)                                 | Il est possible que plusieurs villages aient été détruits |
| 1651 à 1653                 | Flanc Ouest                                     | 500                                     | La lave dont plusieurs coulées sont de type pahoehoe détruit partiellement Bronte. |
| 1669 11/03 au 15/07         | Flanc sud (Monti Rossi)                         | 800 (250)                               | La plus importante des temps historiques sur l'Etna. En février 1669, de violents séismes ébranlent la zone de Nicolosi sur le flanc sud. Le 11 mars, ouverture d'une fissure large de 2 mètres et longue de 12 km entre les altitudes 2800 et 850 mètres où la lave atteint la surface. Deux énormes cônes (Monti Rossi) se forment. D'énormes quantités de lave très fluide (100 m3/s) engloutissent rapidement plusieurs villages, se séparent en 3 branches dont la principale atteint les remparts de Catane le 12 avril, à 17 kilomètres de la source. La ville est partiellement détruite malgré la première tentative de détournement d'une coulée. Pas de victimes directes. |
| 1763 6/02 au 15/03          | Flanc Ouest                                     | 15 (2)                                  | L'éruption forme les deux cônes de Monte Mezza Luna et Monte Nuovo. |
| 1763 18/06 au 10/09         | Flanc sud (Montagnola)                          | 65 (35)                                 | Après une intense activité sismique, une violente éruption très explosive forme le cône de la Montagnola. Petites coulées de lave s'empilent le long du cône sur moins de 1 km. Cette éruption laisse supposer l'activation d'un réservoir excentrique. |
| 1766 17/04 au 6/11          | Flanc Sud                                       | 115 (1)                                 | L'éruption forme les cônes Monti Calcarazzi, au sud de la Montagnola et menace Nicolosi. |
| 1780 20/04 à juin           | Flanc Sud-Sud-Ouest                             | 20                                      | La lave coule entre le Mmonte Nero et le monte Nero degli Zappini, vers la zone de Ragalna. L'activité explosive est très faible. |
| 1787 juin à mi-août         |                                                 |                                         | Des fontaines de lave sont projetées à 3 000 mètres et les coulées s'étendent sur plusieurs kilomètres à l'ouest et au sud-ouest. |
| du 25/05/1792 au 26/05/1793 | Sommet, flanc sud-est (2 600-1 900m)            | 90                                      | Des explosions violentes se produisent sur le Piano del Lago suivies de l'ouverture d'une fissure et du puits d'effondrement de Cisternazza. La fissure se propage jusque sur la paroi extérieure sud de la vallée du Bœuf. De grandes coulées de lave descendent jusqu'à Zafferana Etnea, ensevelissant de nombreuses terres agricoles. |

.

## XIXesiècle
| Dates                        | Localisation                          | Volume de lave (volume d'éjectas) (Mm3) | Résumé |
| ---------------------------- | ------------------------------------- | --------------------------------------- | --- |
| Novembre 1802                | Flanc Est (vallée du Bœuf)            | 7                                       | Eruption |
| 1809 27/03 au 9/04           | Flanc Nord-Est                        | 30                                      | Eruption qui provoque quelques dommages |
| du 27/10/1811 au [01/05/1812 | Vallée du Bœuf                        | 35 (3:)                                 | Ouverture d'une fissure dans la Valle del Leone qui crache de puissantes fontaines de lave jusqu'à 1 000 m de hauteur, construisant le Monte Simone. Des coulées de lave s'épanchent jusqu'en mai de l'année suivante, menaçant la ville de Milo et causant quelques dommages agricoles. |
| 1819 27/05 au 1/08           | Flanc Est (vallée du Bœuf)            | 50 (4)                                  | Eruption |
| 1832                         | Flanc ouest (2 375 m)                 | 50 (3)                                  | Ouverture d'une fissure sur le flanc ouest |
| 1843 17/11 au 28/11          | Flanc ouest (2 375-1 900 m)           | 55 (3)                                  | Une fissure s'ouvre sur le flanc ouest juste à côté de la fissure de 1832. De nombreuses bouches éruptives apparaissent et des coulées de lave descendent le flanc ouest jusqu'à proximité du village de Bronte, ensevelissant des terres cultivées. Le 25 novembre, une explosion phréato-magmatique, due au passage de la coulée sur une couche d'eau, tue 59 personnes. |
| 20/08/1852 au 27/05/1853     | Flanc Est (vallée du Bœuf)            | 120 (12:)                               | Une éruption construit deux grands cônes de cendres appelés Monti Centenari, en l'honneur de Sainte Agathe, patronne de Catane martyrisée en 252. Lourdes pluies de cendres et les coulées s'approchent tout près de Zafferana, causant des destructions. |
| 1865 30/01 au 28/06          | Flanc Nord-Est                        | 90 (4)                                  | Une éruption crée les cônes Monti Sartorius, du nom de Sartotius von Waltershausen qui étudia l'Etna au XIXe siècle. La coulée de lave détruit des terres agricoles. |
| 1879 29/05 au 7/06           | Flancs Sud-Sud-Est et Nord-Nord-Ouest | 23 (30:=)                               | Rare cas d'éruption bilatérale, l'activité explosive emporte le côté du Monte Pizzillo, formé en -970. De fortes chutes d'éjectas affectent tout le secteur nord. Sur le flanc nord, la lave touche Passopisciaro et s'arrête à 600 m de la rivière Alcantara. |
| 1886 18/05 au 7/06           | Flanc sud                             | 51 (10)                                 | L'éruption survient après une puissante explosion au sommet et construit une rangée de cônes dont le plus grand est le Monte Gemmelaro (nom d'une famille de volcanologues). Les coulées s'approchent tout près de Nicolosi, qui est construite par-dessus maintenant. |
| 1892 08/07 au 29/12          | Flanc sud (2 025-1 800 m)             | 145 (5)                                 | Plus importante éruption du XIXe siècle. Une fissure éruptive se forme sur le flanc sud, entre 1 800 et 2 000 m, entre les cônes de la Montagnola au nord et Gemmelaro au sud. L'activité explosive très forte construit les Monti Silvestri et des coulées de lave s'épanchent jusqu'aux portes de Nicolosi. La chimie particulière (amphibole) des laves émises au cours de cette éruption ne se retrouvera qu'en 2001. Une telle activité explosive sur les flancs de l'Etna ne se retrouvera pas avant 1974. |

.

## XXesiècle
| Dates                                | Localisation                                                  | Volume de lave (volume d'éjectas) (Mm3) | Résumé |
| ------------------------------------ | ------------------------------------------------------------- | --------------------------------------- | --- |
| 1910 23/03 au 18/04                  | Flanc sud (2 350-1 950 m, Mt Ricco)                           | 37                                      | L'éruption se déclenche sur le flanc sud vers 2 000 m d'altitude. Les coulées s'échappent d'une fissure et parcourent 6 km en 9 h, puis passent à proximité de Nicolosi, coupent la route reliant ce dernier au village de Ragalna, et enfin s'arrêtent après un parcours total de 10 km. |
| 1911 10 au 22 septembre              | Flanc nord-est (2 550-1 650 m)                                | 27 (1,6)                                | Émission de cendres au cratère central et ouverture d'une fissure de 12 km qui traverse le volcan du nord au sud. La partie nord libère une coulée de lave, sur le flanc nord-nord-est, qui descend jusqu'à 550 m d'altitude détruisant de nombreuses zones agricoles. |
| 1923 17/06 au 18/07                  | Flanc nord-est (2 500-1 800 m)                                | 48                                      | Après un mois et demi d'intense activité dans le cratère nord-est, émissions de coulées de lave à basse altitude dans la même zone que l'éruption de 1911. Les coulées parcourent 7 km en 10 heures, menaçant la ville de Linguaglossa, coupant une route et une voie ferrée. Les cratères formés au point de sortie des coulées seront nommés Monti Mussolini. Ils n'existent désormais plus sur aucune carte... |
| 1928 02 au 20 novembre               | Flanc est (2 600-1 200 m)                                     | 26                                      | Une éruption très destructrice qui débute le 2 novembre par des explosions du cratère nord-est et l'ouverture d'une fissure dans la Valle del Leone avec émission de fontaines de lave de 200 m de hauteur. Le lendemain, une nouvelle fissure s'ouvre à l'extérieur de la Valle del Leone, dans le flanc de la Serra delle Concazze. Des coulées de lave s'en échappent et menacent San Alfio. Le 4, une troisième fissuration se produit à 1 150 m d'altitude. Une lave très fluide s'épanche depuis cette fissure et détruit plusieurs hameaux. Le 5 novembre, la petite ville de Mascali est évacuée. Une activité explosive strombolienne modérée est observée sur la fissure active. Du 6 au 10 novembre, la coulée coupe la route circum-Etna, puis envahit Mascali qui est entièrement détruite ainsi que la voie ferrée régionale. À partir du 12, l'émission de lave ralentit puis s'arrête. Les fronts de coulées s'immobilisent le 20. |
| du 16/03/1940 au 28/06/1942          | Cratères sommitaux                                            |                                         | L'activité est intermittente dans cette période. D'importantes phases de fontaines de lave ont lieu au cratère central, dont une très violente le 16 mars 1940 qui saupoudre copieusement de cendres et scories le versant nord du volcan. En fin de période, le cratère central est complètement rempli de lave. |
| 1942 30/6 au 5/7                     | Flanc Sud-Ouest (2 780–2 250 m)                               | 3                                       | Écoulements de lave. Le 5 juillet, une très forte activité paroxysmique et des fontaines de lave qui laissent une épaisseur uniforme de lave d'une dizaine de mètres au fond du cratère. |
| 1945 fin octobre                     | Nord-Est du cratère central                                   |                                         | Naissance de la Voragine par l'effondrement dans le cratère à l'endroit où des cônes étaient apparus en 1916, 1922 et de 1939 à 1942. |
| 1947 29/1 au 10/3                    | Cratère NE et Voragine puis flanc NE                          | 7                                       | Du 29 janvier au 24 février, des fontaines de lave et des coulées issues du cratère nord-est. Puis des bouches s'ouvrent sur le flanc nord-est à 3 050, 2 350, 2 300 et 2 225 m |
| 1949 2-4 décembre                    | Flancs sud et nord-ouest                                      | 4                                       | Une éruption partage le sommet et s'étend en fissure sur les flancs sud (3 200 m) et nord-ouest (3 150 m et 2 425-1 900 m) |
| 25/11/1950 au 2/12/1951              | Vallée du Bœuf (2 820-2 250 m)                                | 124                                     | Une des plus importantes éruptions du XXe siècle détruisant des terres cultivées et des maisons isolées. |
| 1957 5/02 au 7/05                    | Cratère Nord-Est                                              |                                         | Intense activité avec des écoulements de lave |
| du 17/10/1959 au 31/12/1964          | Cratères central et Nord-Est                                  |                                         | Épisodes d'éruptions violentes explosives ou effusives, provoquant la croissance de large cônes autour de la Voragine, formant un nouveau cratère dans la partie sud |
| 1971 5/4 au 12/6                     | Vallée du Bœuf (3 000–1 800 m)                                |                                         | Éruption complexe qui débute du pied des cratères du sommet, vers 3 000 m, avec des coulées en direction du Piano del Lago, puis détruit l'ancien laboratoire de volcanologie, près de la tour du Philosophe, et la station d'arrivée du téléphérique. En mai et juin, une série de fissures s'ouvre à l'est des cratères sommitaux (2 680 m), notamment dans la Valle del Leone et la vallée du Bœuf, puis se propage jusqu'à 1 800 m sur la face nord de la Serra delle Concazze. Les coulées menacent les habitations de Fornazzo et San Alfio, détruisant des maisons isolées et des terrains agricoles. Une nouvelle bouche explosive se forme à la base sud-est du cône sommital qui deviendra, plus tard, le cône terminal sud-est, quatrième cratère sommital de l'Etna. |
| 19/9/1971 à mai 1980                 | Voragine                                                      |                                         | Activité sporadique qui peu à peu remplit complètement de lave la Voragine. |
| 1974 30/1 au 29/3                    | Flanc ouest (1670 et 1 650 m)                                 |                                         | Une éruption provoque la formation des Monti de Fiore I et II et de brèves émissions de laves. C'est la première éruption sur le flanc Ouest depuis 1843. |
| 29/09/1974 au 29/03/1978             | Cratère Nord-Est                                              |                                         | Nombreux épisodes éruptifs au cratère et formations de nouvelles bouches vers 2 625 m en 1975-1976 qui crée un grand champ de lave. En juillet 1977, la croissance du cône le porte à 3 340 m. |
| 1978 29/4 au 5/5, 24-30/08, 18-29/11 | Cratère Sud-Est (3 000-2 575 m)                               | 31                                      | Débutant du cratère, trois éruptions successives où la lave s'écoule vers la vallée du Bœuf ou la Valle del Leone |
| 1979 16/7 au 9/08                    | Cratère Sud-Est                                               | 7,5 à 10                                | Une activité strombolienne au cratère et au lac de lave de la Voragne est suivie le 3 août par une forte fontaine de lave et des émissions de cendres qui provoqueront la fermeture de l'aéroport de Catane. Il s'ensuit de nombreuses coulées par des fissures à travers la vallée du Bœuf. Une coulée endommagera sérieusement Fornazzo. |
| 1981 17-23/03                        | Flanc Nord-Nord-Ouest (2 250-1 120 m)                         | 18                                      | Une énorme et dangereuse éruption à des taux atteignant 100 m3/s. Les coulées rapides coupent des routes et des voies ferrées menaçant Randazzo et d'autres villages. C'est la première éruption dans ce secteur depuis plusieurs siècles. |
| 1983 28/03 au 6/08                   | Flanc Sud (2 450-2 250 m)                                     | 79                                      | A nouveau, une très forte éruption qui détruit de nombreux bâtiments et aménagements touristiques autour du refuge de Sapienza. Des tentatives de détournement de la coulée ont un résultat incertain. |
| 1984 27/04 au 18/10                  | Cratère Sud-Est                                               | 10 à 15                                 | Longue éruption à la fois explosive et effusive qui crée un cône de 80 m de haut dans le cratère. |
| 1985 8/03 au 13/07                   | Flanc Sud (2 620-2 150 m)                                     | 30                                      | Importante éruption associée, au début, de fontaines de laves et de coulées en provenance du cratère sud-est. Une fracture passe à travers le Piccolo Rifugio. |
| 1986 15/07 au 24/09                  | Cratère Nord Est                                              |                                         | Éruption strombolienne et effusive avec une très violente activité explosive et des fontaines de lave le 24 septembre. Des pluies de cendres jusqu'à près d'une centaine de kilomètres au sud-sud-est qui oblige la fermeture de l'aéroport de Catane. Le cratère perd 10 m à la suite d'un large effondrement. |
| 30/10/1986 au 16/07/1987             | Vallée du Bœuf (2 900-2 200 m)                                | 40                                      | Forte éruption à partir de fissures dans la vallée du Bœuf et fontaines de laves en provenance du cratère sud-est. Puis des explosions phréato-magmatiques se déclenchent aux cratères nord-est et sud-est qui, le 17 avril provoque la mort de 2 touristes et en blesse 7 autres. |
| 1989 11/09 au 9/10                   | Cratère Sud-Est (2640–2550 m) puis flanc (1 750 m)            | 12 + 26                                 | Les deux éruptions se suivent avec des coulées dans la Valle del Leone, puis une grande fracture qui cause des dégâts sur le flanc sud-est |
| 16/12/1989 au 15/02/1990             | Cratère Sud-Est                                               | (15)                                    | Forte coulées de laves suivies par une activité explosive de longue durée qui crée une couche de 20 cm de cendres sur le flanc nord-ouest jusqu'aux iles Éoliennes. La seule journée du 5 janvier aurait expulsé près de 15 millions de m³ de matériaux. |
| 14/12/1991 au 30/03/1993             | Paroi Sud-Ouest de la vallée du Bœuf (3 000 et 2 400-2 100 m) | 235                                     | La plus importante et volumineuse éruption depuis 1669 à partir de fissures dans la paroi dont les coulées menaceront régulièrement Zafferana qui devra être protégée par des travaux et des explosions pour détourner la lave. |
| 29/07/1995 au 17/07/2001             | Cratères sommitaux                                            | 100                                     | L'activité éruptive est presque continue avec des épisodes très violents ou spectaculaires et près de 120 épisodes explosifs ou de coulées de lave rapide. Les quatre cratères sommitaux se sont tous manifestés durant cette période. La Voragine est le siège de deux violentes éruptions explosives le 22 juillet 1998 (colonne éruptive de 9 km de haut et chutes de cendres sur Catane) et le 4 septembre 1999 (fontaines de lave de près de 2 000 mètres de haut, avalanches de débris). Fin 1999, une forte activité strombolienne remplit le cratère de la Bocca Nuova, des coulées de lave s'en échappent vers l'ouest. Cette activité est une des plus intenses des 300 dernières années et s'enchaîne directement sur l'éruption suivante. |

.

## XXIesiècle
| Dates                      | Localisation                                              | Volume de lave (volume d'éjectas) (Mm3) | Résumé |
| -------------------------- | --------------------------------------------------------- | --------------------------------------- | --- |
| 2001 17/07 au 9/08         | Cratère Sud-Est, flancs Sud et Nord-Est                   | 25 (5 à 10)                             | Sept fissures apparaissent entre le cratère laissant s'échapper des importantes coulées qui détruisent le téléphérique et menacent Nicolosi. Des barrages de terre sont construits au refuge de Sapienza qui détourne une partie du flux. Des pluies de cendres obligent de multiples fermetures de l'aéroport de Catane (voir la photo prise depuis la station spatiale sur la page Etna). |
| 2002 16/06 à fin septembre | Bocca Nuova et cratère Nord-Est                           |                                         | Activité de basse intensité au cours de laquelle le cratère est rempli à 50 m du bord et qui cesse brusquement après un tremblement de terre |
| 27/10/2002 au 28/01/2003   | Flancs Nord-Est (2 500-1 850 m) et Sud (2 750-2 600 m)    | 11 (50)                                 | Destruction totale du complexe touristique et de la station de ski de Piano Provenzana. L'éruption du nord-est cesse le 5 novembre. Sur le flanc sud, l'activité explosive construit un premier cône, puis des coulées menacent plusieurs fois le refuge de Sapienza et détruisent trois bâtiments. Puis un second cône de matériaux pyroclastiques est construit. De fortes pluies de cendres tombent sur Catane, provoquant la fermeture de l'aéroport. Au bilan, c'est la première fois de la période historique que les éjectas sont plus abondants que les coulées de laves. |
| 07/09/2004 12/03/2005      | Flanc Sud-Est vallée du Bœuf (3 000, 2 650, 2 350 m)      |                                         | Cette éruption débute sans activité sismique préalable et après 19 mois de calme presque total sur l'Etna, ce qui est exceptionnel depuis 35 ans. Des fissures s'ouvrent début septembre au pied du cratère sud-est et se propagent jusqu'à 2 350 m dans la vallée du Bœuf. Deux bouches (2 650 et 2 350 m) vont vomir des coulées pendant six mois qui vont ceinturer les Monti Centenari et former un champ de lave dans la partie haute de la vallée du Bœuf. Les taux d'effusion restent faibles et aucune activité explosive n'est observée. En revanche, le cratère sud-est est le siège d'un important dégazage accompagné d'effondrements internes qui vont créer dans son flanc est un énorme pit-crater émettant régulièrement des cendres, qui deviendra plus tard le Nouveau Cratère Sud-Est. Ce phénomène semble dû au soutirage du magma émis par les 2 bouches actives dans la vallée du Bœuf. |
| 2006 14/07 au 12/12        | Cratère Sud-Est 3 050-2 300 m                             |                                         | Nouvelle éruption qui débute de deux nouvelles bouches au pied du cratère avec des coulées de lave qui descendent jusqu'à 2 300 m. L'activité explosive est assez régulière à 3 100 m. Le calme revient vers le 31/07. Le 31 août, une nouvelle éruption recommence au même endroit, commençant par une activité strombolienne puis, à partir du 4/09, des coulées de laves qui se poursuivent jusqu'au 15 septembre. À partir du 21, des périodes de reprise puis d'accalmie alternent. L'activité globale n'est pas très forte. |
| 2007 29/03 au 7/05         | Cratère Sud-Est 3 100 m                                   |                                         | Forte reprise le 29 mars mais de courte durée au sommet du cratère sud-est. Puis à nouveau le 11/04, le 29/04 et le 7/05 |
| 2007 le 4/09               | Nouveau Cratère Sud-Est, vallée du Bœuf 3 000 m - 2 800 m |                                         | Reprise le 4 septembre de 15 h à 3 h du matin sur l'évent oriental du cône sud-est. Coulée de lave s'écoulant vers l'est dans la vallée du Bœuf, fontaine de lave montant jusqu'à 500 m. Le volcan commençait à s'activer depuis fin août 2007, sans forte activité sismique, quelques projections, et rejets de gaz. |
| 13/05/2008 au 10/07/2009   | Nouveau Cratère Sud-Est 2 900 m - 2 500 m                 |                                         | À la suite d'une série de séismes (max 3.9, profondeur 1 km), reprise d'une activité explosive et effusive. Le 11 mai, des cendres sur Randazzo, Linguaglossa et Zafferana ; à Piano Provenance (7 km de l'éruption), le dépôt de scories atteint 3 kg/m2 6 cm d'épaisseur. Les coulées descendent dans la vallée du Bœuf jusqu'à 1 300 m. L'éruption se poursuit régulièrement par quelques bouches situées vers 2 800 m dont les coulées moyennes descendent jusqu'à 1 800 m. Elle est toujours active fin mars 2009 et construit peu à peu un méga-tumulus sur la paroi verticale de la vallée du Bœuf (env. 2 200 m). L'éruption se termine le 10/07/2009. |
| 2/04/2010 au 19/06/2010    | Nouveau Cratère Sud-Est 2 900 m - 2 500 m                 |                                         | Émission de cendres dans le nouveau cratère Sud-Est. L'orifice s'élargit ainsi que les coulées, jusqu'au 19 juin. |
| 01/2011 au 05/2012         | Nouveau cratère Sud-Est 2 900 m - 2 500 m                 |                                         | De nouveaux épisodes de fontaine de lave se produisent au Nouveau Cratère Sud-Est, accompagnés à chaque fois de coulées vers le val del Bove. L'accumulation des matériaux forme petit à petit un large cône à côté de l'ancien cratère Sud-Est. En 2012, la fréquences des paroxysmes tend à augmenter, passant d'une éruption par mois à une éruption toutes les deux semaines. |
| 15/01/2013 au 22/04/2013   | Nouveau cratère Sud-Est, Voragine et Bocca Nuova          |                                         | Des éruptions se font réellement connaître à partir du 15 janvier 2013. L'activité du volcan est surtout concentrée dans le Nouveau cratère Sud-Est et le Bocca Nuova. Nombreux paroxysmes. Entrée en éruption du cratère Voragine qui ne l'avait pas été depuis 1999. Après 14 paroxysmes, l'activité cesse. |
| 26/10/2013                 | Nouveau cratère Sud-Est 2 900 m                           |                                         | Nouveau paroxysme avec fontaine de lave durant la nuit du 25 au 26 octobre. |
| 14/06/2014 au 18/06/2014   | Nouveau cratère Sud-Est 2 900 m                           |                                         | Nouvel épisode strombolien et fontaine de lave. Un champ de lave descend jusqu'au pied du NCSE sur une largeur d'une centaine de mètres. |
| 5/7/2014 au 2/08/2014      | Vallée du Bœuf 3 025 m                                    |                                         | Ouverture d'une nouvelle fissure d'une 40aine de mètres sur le versant est du cône sommital, entre le NCE et le SEC-NCSE. Le 12 juillet, une coulée de lave atteint la cote 3 600 dans la Vallée du Bœuf. Le 23/07, une deuxième ouverture apparait à la base du NEC et l'activité strombolienne assez importante finit par construire un cône unique vers la fin juillet. Les coulées de lave atteignent 1,6 km de long entre la Vallée du Bœuf et la Vallée du Lion. |
| 03/12/2015 et 18/05/2016   | Cratère Voragine                                          |                                         | Plus importante éruption du début du XXIe siècle, accompagnée le premier jour d'un panache haut de 7 km et du phénomène rare connu sous le nom d'orage volcanique. |
| 16/2/2021 au 15/3/2021     |                                                           |                                         | Importante éruption, avec des fontaines de lave de 1 500 m |
| 12-13/05 2025              | Cratère sud-est                                           |                                         | Explosions intermittentes projetant des gerbes de lave, de cendres et de gaz depuis le cratère sud-est. Deux coulées de lave se dirigeant vers le sud et l'est. |
| 02/06/2025                 | Flanc nord du cratère sud-est                             |                                         | Coulée pyroclastique causée par un effondrement sur le flanc nord du cratère sud-est. Nuage volcanique dont le panache mesure 6,5 kilomètres. |

.

### Filmographie
- 1923 : La Montagne infidèle, documentaire réalisé par Jean Epstein au cours de l'éruption de juin 1923.